# La delegazione
Pour plus de détails, voir Fiche technique et Distribution.
La delegazione est un mélodrame russo-italien réalisé par Alexander Galine en 1993.

## Synopsis
Une femme intellectuelle de la Russie pendant le voyage à Venise devient la proie d'un gigolo italien.

## Fiche technique
- Titre : La delegazione
- Autre titre : Il mantello di Casanova
- Titre russe : Плащ Казановы (Plaŝ Kazanovy)
- Réalisation : Alexander Galine
- Scénario : Alexander Galine
- Photographie : Mikhaïl Agranovitch
- Musique : Ricardo Caballa
- Chef décorateur : Pierfranco Luscrì, Enrico Luzzi, Nina Zakirova
- Costumier : Natalia Moneva
- Son : Yan Pototsky
- Montage : Enzo Meniconi
- Production : Luca Barbareschi, Sergueï Bayev
- Format : Couleur - 35 mm
- Langue : italien, russe
- Genre : comédie dramatique, mélodrame
- Sortie: 1993
- Durée : 94 minutes

## Distribution
- Inna Tchourikova : Chloé, critique d'art
- Luca Barbareschi : Lorenzo, le gigolo d'hôtel
- Elena Maïorova : Valia, la coiffeuse
- Ekaterina Grabbe : Clara Vorontsova
- Andreï Smirnov : Daphnis
- Sergueï Garmach : épisode
- Tamara Kotkova : chef du groupe de touristes
- Tamara Galtchenko : Macha

## Récompenses
- Prix spécial au festival EuropaCinema (it) de Viareggio pour Alexander Galine ;
- Festival Kinotavr 1994 :
  - prix du meilleur rôle féminin pour Inna Tchourikova
  - prix du meilleur début pour Alexander Galine ;
- Nika 1994 :
  - Nika du meilleur montage de son pour Yan Pototsky
  - Nika de la meilleure photographie pour Mikhaïl Agranovitch
  - Nika du meilleur rôle féminin pour Inna Tchourikova